# Sangalkam
Sangalkam ist eine städtische Gemeinde (commune) im Département Rufisque der Metropolregion Dakar, gelegen im zentralen Westen Senegals.

## Geographische Lage
Sangalkam liegt im Binnenland der Cap-Vert-Halbinsel. Von der Stadtmitte nach Nordwesten sind es etwa acht Kilometer bis zur Grande-Côte und sechseinhalb Kilometer bis zum touristisch bedeutsamen Salzsee Lac Rose, der von der Atlantikküste durch die Küstendünen getrennt ist. Nach Südwesten sind es vom namensgebenden Hauptort achteinhalb Kilometer ins Stadtzentrum von Rufisque. Die Hauptstadt Senegals Dakar liegt etwa 26 Kilometer südwestlich von hier. Das Stadtgebiet hat eine Fläche von 41,25 km² und umfasst vornehmlich südlich und westlich des Hauptorts weitere Ortschaften, die durch den dort schon hohen Grad der Urbanisierung mit dem Umland im Süden, Westen und Norden baulich zusammengewachsen sind. Benachbarte Kommunen sind im Uhrzeigersinn Bambylor im Nordosten, Diamniadio, Rufisque Est, Rufisque Nord und Rufisque Ouest im Süden, Jaxaay-Parcelles im Westen und im Norden Tivaouane Peulh-Niaga.

## Geschichte
Sangalkam hat eine lange und bewegte Geschichte kommunaler Neugliederungen hinter sich, die durch die von der Hauptstadt Dakar ausgehende und über Jahrzehnte hinweg sich immer mehr in den Osten der Hauptstadtregion ausbreitende und verdichtende Urbanisierung angetrieben wurde. Im Jahr 1983 wurde im Rahmen einer Reorganisation der Region Cap Vert, in der seit 1964 nach Auflösung der „Commune de Rufisque“ und der Kantone Sangalkam und Sébikotane alle Gebiete zu einer „Commune de Dakar“ zusammengeschlossen waren, per Gesetz wieder eine territoriale Gliederung wie in den anderen Regionen des Landes eingeführt. Die Region sollte per Dekret in drei Départements mit jeweils einer städtischen Gemeinde (Commune) und einer oder mehreren Landgemeinden (communauté rurale) gegliedert werden. So wurde 1984 die Landgemeinde communauté rurale de Sangalkam geschaffen. Sie umfasste den ganzen Norden des Département Rufisque mit damals 22 Dörfern auf einer Fläche von 195 km² bei einer Bevölkerungszahl, die sich zwischen 1973 und 1982 von 12.240 auf 24.956 mehr als verdoppelt hatte.
Wegen des weiterhin starken Bevölkerungswachstums in dieser ursprünglich ländlich geprägten Gegend wurde die Landgemeinde Sangalkam 2011 aufgeteilt. Neben der Stadt Jaxaay-Parcelles-Niakoul Rap im Westen und den communautés rurales Tivaouane Peulh-Niaga entlang der Küste und Bambylor im Osten und Süden wurde damals Sangalkam als städtische Gemeinde (commune) geschaffen und in ihren Grenzen definiert. Diese schlossen im Norden das Dorf Noflaye und im Süden das Dorf Ndiakhirate Wolof mit ein. Ohne diese Aufteilung hätte die communauté rurale de Sangalkam bei der Volkszählung 2013 knapp 140.000 Einwohner gehabt. So aber wurde Sangalkam von seinem Umland bis auf zwei Nachbardörfer verwaltungsmäßig abgeschnitten und verfügte nur noch über ein Stadtgebiet von etwa 10 km² (5 km lang, 2 km breit) mit knapp 12.000 Einwohnern. Einen großen Teil des Umlandes im Osten, Süden und Westen nahm die communauté rurale de Bambylor ein, benannt nach dem neuen Hauptort, der fünf Kilometer nordöstlich von Sangalkam liegt. Den Norden entlang der Küste nimmt seitdem die Landgemeinde Tivaouane Peulh-Niaga ein, und ganz im Westen wurde die Stadt Jaxaay-Parcelles-Niakoul Rap geschaffen.
Im Jahr 2021 wurden die bevölkerungsstarken Ortschaften westlich und südlich von Sangalkam aus der Kommune Bambylor ausgegliedert und wieder dem näher gelegenen Sangalkam zugeschlagen.

## Bevölkerung
Die letzten Volkszählungen ergaben jeweils folgende Einwohnerzahlen:
| Jahr | Einwohner |
| ---- | --------- |
| 1988 | 23.106    |
| 2002 | 43.015    |
| 2013 | 11.916    |
| 2023 | 110.958   |

## Verkehr
Sangalkam liegt etwas nördlich der Hauptverkehrsachsen der Cap-Vert-Halbinsel, die den West-Ost-Verkehr zwischen der Metropole Dakar und dem Rest des Landes aufnehmen müssen. Dieser fließt auf der Nationalstraße N 1, auf der mautpflichtigen Autoroute 1 sowie auf der Bahnstrecke Dakar–Niger durch das Gebiet der nahen Großstadt Rufisque. Sangalkam selbst liegt an der seit 2012 als Nationalstraße klassifizierten N 8. Sie beginnt in Rufisque, ist an der Anschlussstelle 10 mit der Autoroute 1 verknüpft und verbindet die Ortschaften der Niayes im fruchtbaren Hinterland der Küstendünen miteinander. Sie hält bis Mboro einen Abstand von vier bis sechs Kilometer von der Küstenlinie der Grande-Côte ein und endet in Saint-Louis (Senegal). Die Autoroute 1 bietet für Sangalkam eine schnelle Verbindung in Westrichtung mit der Hauptstadt Dakar und in Ostrichtung mit dem internationalen Flughafen Dakar-Blaise Diagne.